# Адами (село)
Адами — колишнє село у Львівській області. Знаходилося між селами Ниви і Чаниж, фільварок пана Адама є частиною сучасного села Заводське. За Речі Посполитої входило до складу Кам'янко-Струмилівського повіту, Тернопільське воєводство: до 1934 року — окрема сільська ґміна, від 21 липня 1934 року — у складі ґміни Грабова.
Станом на січень 1939 року у селі Адами разом з присілком Вархоли мешкало 1490 осіб, з них: 80 українців, 1385 поляків та 25 юдеїв.